# Glyphochloa
Glyphochloa là một chi thực vật có hoa trong họ Hòa thảo (Poaceae).

## Loài
Chi Glyphochloa gồm các loài: